# Xã Glen, Quận LaMoure, Bắc Dakota
Xã Glen (tiếng Anh: Glen Township) là một xã thuộc quận LaMoure, tiểu bang Bắc Dakota, Hoa Kỳ. Năm 2010, dân số của xã này là 38 người.